# Rey Sol
Rey Sol é o décimo-terceiro álbum da carreira (o décimo-segundo de estúdio) do roqueiro argentino Fito Páez.
A princípio este álbum foi intitulado "13", uma referência ao número de álbuns do artista até então. O novo título (Rey Sol) foi uma homenagem ao filho que Fito e sua ex-esposa Cecilia Roth adotaram naquele ano. Este fato que pode ser percebido na letra da canção "Rey Sol".
O álbum foi lançado no dia 14 de novembro de 2000, com o selo Warner Music.

## Faixas
1. El Diablo de tu Corazón (4:50)
2. Lleva (4:29)
3. Rey Sol (4:03)
4. Vale (3:12)
5. Dale Loca  (4:37)
6. Acerca del Niño Proletario (4:54)
7. Noche en Downtown (5:04)
8. Hay Algo en el Mundo (4:01)
9. Paranoica Fierita Suite (5:39)
10. The Shining of The Sun (5:12)
11. A Medio Paso de Tu Amor (3:56)
12. Molto Lugar (4:09)
13. Regalo de Bodas (3:50)

## Músicos
- Fito Páez: Teclados e vocais.
- Gonzalo Aloras: Guitarra, Teclados e back-vocals.
- Claudio Cardone: Teclados.
- Guillermo Vadalá: Baixo.
- Nicolás Ibarburú: Guitarra.
- Emanuel Calivet: Bateria.
- Ana Álvarez de Toledo: Coros.